# Čaplje
Čaplje (en cyrillique : Чапље) est un village de Bosnie-Herzégovine. Il est situé dans la municipalité de Sanski Most, dans le canton d'Una-Sana et dans la fédération de Bosnie-et-Herzégovine. Selon les premiers résultats du recensement bosnien de 2013, il compte 1 502 habitants.

## Géographie
Le village est situé au bord de la rivière Sana.

## Démographie

### Évolution historique de la population dans la localité
| 1948 | 1953 | 1961  | 1971  | 1981  | 1991  | 2013  |
| ---- | ---- | ----- | ----- | ----- | ----- | ----- |
| -    | -    | 1 065 | 1 261 | 1 254 | 1 420 | 1 502 |

|  |